# Acalolepta blairi
Acalolepta blairi là một loài bọ cánh cứng trong họ Cerambycidae.